# 高原水狼蛛
高原水狼蛛（学名：Pirata montigena）为狼蛛科水狼蛛属的动物。在中国大陆，分布于云南等地。该物种的模式产地在云南。